# Secretaria General de Sanitat i Consum
La Secretaria General de Sanitat i Consum és un òrgan directiu del Ministeri de Sanitat, Consum i Benestar Social. Fou creada en 2012 a partir de l'antiga Secretaria General de Sanitathttps://ca.m.wikipedia.org/wiki/Secretaria_General_de_Sanitat_i_Consum sólo nosotros nadie

## Funcions
D'acord amb el Reial decret 1047/2018:
Li correspon exercir les funcions concernents a salut pública, coordinació interterritorial, alta inspecció, planificació sanitària, ordenació de les professions sanitàries i desenvolupament i execució de la política farmacèutica, així com les funcions relatives al finançament públic i fixació del preu de medicaments i productes sanitaris, la realització d'activitats tendents a la translació de la innovació i avanços de la recerca, en particular en matèria de teràpies avançades, al Sistema Nacional de Salut, sense perjudici de les competències atribuïdes al Ministeri de Ciència, Innovació i Universitats i el desenvolupament de la política del Ministeri en matèria de coordinació de la política de trasplantaments.
Igualment li correspon l'elaboració dels sistemes d'informació i l'impuls d'estratègies de salut i programes de qualitat en el Sistema Nacional de Salut, i les actuacions pertinents en els àmbits de la seguretat dels aliments destinats al consum humà, inclosa la nutrició i els aspectes de qualitat amb incidència en la salut; la seguretat de la cadena alimentària, abastant totes les seves fases; així com la promoció de la política de consum mitjançant la proposta de regulació, en l'àmbit de les competències estatals, que incideixi en la protecció i la promoció dels drets dels consumidors i usuaris, l'establiment i impuls de procediments eficaços per a la protecció dels mateixos, la cooperació institucional interterritorial en la matèria, així com el foment de les associacions de consumidors i usuaris i el suport al Consell de Consumidors i Usuaris.

## Dependències
De la Secretaria General depenen els següents òrgans:
- La Direcció general de Salut Pública, Qualitat i Innovació.
- La Direcció general de Cartera Bàsica de Serveis del Sistema Nacional de Salut i Farmàcia.
- La Direcció general d'Ordenació Professional.
- La Direcció general de Consum.
- La Divisió del Gabinet Tècnic.

### Organismes adscrits
- Institut Nacional de Gestió Sanitària.
- Agència Espanyola de Consum, Seguretat Alimentària i Nutrició.
- Organització Nacional de Trasplantaments.
- Agència Espanyola de Medicaments i Productes Sanitaris.
- Institut de Salut de Carlos III

La Secretaria General de Sanitat i Consum actua com a òrgan de coordinació i relació del Ministeri de Sanitat, Consum i Benestar Social, amb la Fundació per al Desenvolupament de la Recerca en Genòmica i Proteòmica.

## Secretaris Generals
- Pilar Farjas Abadía (28 de gener de 2012-6 de desembre de 2014)[3]
- Rubén Moreno Palanques (6 de desembre de 2014-14 de novembre de 2015)
- José Javier Castrodeza Sanz (14 de novembre de 2015-9 de juny de 2018)[4]
- Ricardo Campos Fernández (9 de junyo de 2018-)[5]

Com a Secretaris generals de Sanitat:
- Alfonso Jiménez Palacios (2011)
- José Martínez Olmos (2005-2011)
- Fernando Lamata Cotanda (2004-2005)
- Rafael Pérez-Santamarina Feijoo (2002-2004)